# Philiszkosz (szónok)
Philiszkosz (Kr. e. 4. század) görög szónok
Életéről mindössze annyit tudunk, hogy Milétoszból származott és Iszokratész tanítványa volt. Beszédeket, retorikai tankönyvet írt, valamint elkészítette Lükurgosz szónok életrajzát. Munkáiból semmi sem maradt fenn.